# Amisha Carter
Amisha Lolina Carter (Oakland, 21 giugno 1982) è un'ex cestista statunitense, professionista nella WNBA.

## Carriera
È stata selezionata dalle New York Liberty al secondo giro del Draft WNBA 2004 (17ª scelta assoluta).